# Schlacht am Armançon
Arar – Bibracte – Elsass – Axona - Sambre – Octodurum – Avaricum – Gergovia – Lutetia – Armançon – Alesia – Uxellodunum
Die Schlacht am Armançon war ein Reitergefecht zwischen Gaius Iulius Caesars germanischer Kavallerie und der des Vercingetorix im Spätsommer 52 v. Chr. am Fluss Armançon im Zuge des gallischen Aufstandes unter Vercingetorix.

## Vorgeschichte
Nach seiner Niederlage bei Gergovia marschierte Caesar nach Norden in das Land der Senonen, um sich mit Titus Labienus und dem Rest der Armee zu vereinigen. Die beiden Armeen trafen bei Avrolles südöstlich von Sens aufeinander. Vercingetorix war Caesar eine Zeit lang gefolgt, dann aber östlich nach Bibracte abgebogen. Da Caesar mit dem Abfall seiner letzten gallischen Verbündeten keine Reiterei mehr zur Verfügung stand, schickte er sich an, berittene germanische Söldner anzuheuern. Das römische Heer zog nun in Richtung Südosten entlang des Flusses Armançon. Vercingetorix näherte sich von Süden aus bis auf 15 km an die Römer heran.

## Schlachtverlauf
Für die Nacht hatte Vercingetorix drei Lager errichten lassen. Als die Römer am nächsten Morgen ihren Marsch wieder aufnahmen, näherte sich aus jedem der gallischen Lager eine Gruppe von gallischen Reitern. Während zwei der Gruppen jeweils eine Schlachtreihe bildeten, begann die andere die römische Vorhut zu behindern. Caesar teilte daraufhin seine Kavallerie ebenfalls in drei Teile und ließ sie gegen die Gallier vorgehen. Der römische Tross wurde von den Legionen in die Mitte genommen. Es wurde auf beiden Seiten des Flusses gekämpft – die gallische Reiterei war auf beiden Seiten des Flusses vorgedrungen – bis die germanischen Reiter schließlich auf der römischen rechten Seite den Feind zurücktreiben konnten. Um nicht von den Römern eingekreist zu werden, zog sich Vercingetorix 14 km nach Alesia zurück.